# Hanro Liebenberg
Pour les articles homonymes, voir Liebenberg.

a Compétitions nationales et continentales officielles uniquement.

b Matchs officiels uniquement.
Dernière mise à jour le 28 décembre 2023.
Hanro Liebenberg, né le 10 octobre 1995 à Brackenfell (Afrique du Sud), est un joueur sud-africain de rugby à XV, jouant au poste de troisième ligne centre ou troisième ligne aile aux Leicester Tigers, depuis 2019.
Il est le frère du rugbyman Wiaan Liebenberg.

## Biographie

### Jeunesse et formation
Hanro Liebenberg naît le 10 octobre 1995 à Brackenfell, en Afrique du Sud. En 2012 et 2013, il est sélectionné avec les Boland Cavaliers pour la Craven Week, une compétition nationale réservée aux moins de 18 ans,,. Il devient le capitaine de l'équipe lors de sa seconde participation et marque deux essais durant la compétition. L'année suivante, en 2014, il rejoint les Blue Bulls suivant son frère Wiaan et joue avec l'équipe des moins de 19 ans.
En 2015, il est le capitaine de l'équipe d'Afrique du Sud des moins de 20 ans lors du Championnat du monde junior,.

### Débuts professionnels en Afrique du Sud (2015-2019)
Après de bonnes performances chez les jeunes, Hanro Liebenberg est sélectionné dans l'effectif des Bulls pour la saison 2015 de Super Rugby alors qu'il n'a jamais joué en professionnel. Il fait ses débuts durant de la deuxième journée lorsqu'il remplace Deon Stegmann lors d'une défaite 13-17 contre les Hurricanes,. Pour sa première saison, il joue cinq matchs dont deux titularisations. Quelques mois plus tard, il est ensuite retenu par les Blue Bulls pour la Currie Cup, durant laquelle il joue trois matchs. Dans le même temps, il prolonge son contrat avec les Blue Bulls jusqu'en 2017.
Durant la saison 2017, il devient un joueur important de son équipe et est désigné capitaine des Bulls à plusieurs occasions. Il est même présélectionné avec les Springboks mais manque l'appel final à cause d'une blessure,,. Il prolonge aussi son contrat de deux ans.
Fin 2018, libéré par le club des Blue Bulls, il rejoint le Stade français en tant que joker médical de Hugh Pyle, s'engageant pour une durée de trois mois à l'instar de ses coéquipiers Hendré Stassen et André Warner. En février 2019, après cinq matchs disputés pour un essai marqué, il retourne jouer avec les Bulls pour la saison 2019 de Super Rugby.

### Départ en Angleterre à Leicester (depuis 2019)
Ensuite, en juillet 2019, il quitte son pays natal pour l'Angleterre où il rejoint les Leicester Tigers.
En 2020-2021, il est titulaire en troisième ligne accompagné par Cyle Brink et Jasper Wiese pour la finale du Challenge européen opposant les Tigers à Montpellier. Les Français l'emportent sur le score de 17-18,.
Durant la saison 2021-2022, Leicester est éliminé en quarts de finale de la Coupe d'Europe par les Irlandais du Leinster. Cependant en championnat, le club se qualifie jusqu'en finale où il affronte les Saracens. Pour cette rencontre, Hanro Liebenberg est titulaire en troisième ligne aux côtés de Tommy Reffell et Jasper Wiese et marque le premier essai de la partie. Son équipe s'impose en toute fin de match grâce à un drop de Freddie Burns. Durant cette saison, il prolonge son contrat avec son club.

## Palmarès
- Blue Bulls
  - Finaliste de la Currie Cup en 2016.

- Leicester Tigers
  - Finaliste du Challenge européen en 2021.
  - Vainqueur du Championnat d'Angleterre en 2022.
  - Finaliste du Championnat d'Angleterre en 2025.